# Evodi de Javols
Evodi (Evodius) fou bisbe de Javoux (pocs anys després conegut com a bisbat del Gavaldà, del qual la seu era a Javoux fins que el 951 fou traslladada a Mende), successor d'Hilari de Javoux.
Sant Gregori de Tours explica que fou escollit a la mort d'Hilari, però abans de ser consagrat va haver de fugir davant la revolta popular; Gregori assegura que la revolta fou causada pel discurs hostil que Evodi va tenir contra sant Gal I bisbe de Clarmont d'Alvèrnia (vers 486/525 a 551). Finalment el successor va ser Evanti de Javoux.